# Armando Zucchini
Armando Zucchini (Malalbergo, 2 dicembre 1907 – Bologna, 25 giugno 1950) è stato un ciclista su strada e ciclocrossista italiano.
Attivo dal 1927 al 1938 (come professionista dal 1931 al 1937), vinse due titoli nazionali di ciclocross, nel 1930 e nel 1933, il Giro di Romagna 1930 e la Coppa Collecchio 1934.

## Carriera
Ciclista del Velo Sport Reno, nel 1930 vinse il primo storico campionato nazionale di ciclocross, corso a Bologna in prova unica, il Giro di Romagna e il Giro delle Due Province di Prato. Nel 1931 da indipendente conquistò in volata il Criterium d'Apertura a Milano, e fu poi sesto alla Milano-Sanremo, quinto al Giro del Piemonte e secondo al Giro di Romagna; passò quindi al professionismo con i colori della Ganna.
Vinse nel 1932 il Giro del Piave a Belluno. Nel 1933 fece nuovamente suo, ancora a Bologna, il campionato nazionale di ciclocross; in stagione conquistò anche una tappa della Roma-Cosenza, fu secondo nella corsa in due tappe Predappio-Roma dietro Allegro Grandi e quarto al Giro del Lazio in quattro tappe. Nel 1934 fu attivo come professionista con la Bianchi, vincendo la Coppa Collecchio per professionisti e indipendenti. L'anno dopo sfiorò il successo parziale al Giro d'Italia: chiuse infatti terzo nella decima tappa, 250 chilometri da Napoli a Roma; nella stessa stagione fu quinto alla Milano-Modena. Concluse la carriera agonistica nel 1938.
Morì nel 1950 a causa di un incidente stradale occorsogli mentre guidava la sua moto.

## Palmarès

### Strada
- 1930 (dilettanti)

Coppa San Vito
Giro di Romagna
Giro delle Due Province di Prato
- 1931 (V.S. Reno, una vittoria)

Criterium d'Apertura
- 1932 (V.S. Reno, una vittoria)

Giro del Piave
- 1933 (V.S. Reno, una vittoria)

2ª tappa Roma-Cosenza (Napoli > Salerno)
- 1934 (Bianchi, una vittoria)

Coppa Collecchio

### Ciclocross
- 1930

Campionati italiani
- 1933

Campionati italiani

## Piazzamenti

### Grandi Giri
- Giro d'Italia

1932: 30º
1933: 13º
1934: 38º
1935: 26º
1936: ritirato
1937: ritirato

### Classiche monumento
- Milano-Sanremo

1931: 16º
1932: 22º
1936: 26º